# Bell X1
Bell X1 ist eine irische Band aus Celbridge, County Kildare.

## Geschichte
Ursprünglich waren sie unter dem Namen Juniper gegründet worden. Als jedoch Gründungsmitglied Damien Rice die Band verließ, änderten sie den Namen und nannten sich fortan Bell X1. Heute besteht die Band aus Paul Noonan, Brian Crosby, Dominic Philips und David Geraghty. Tim O' Donovan, der auch für die Band Neosupervital spielt, unterstützt Bell X1 regelmäßig am Schlagzeug.
Das Debütalbum Neither Am I war kommerziell nicht sehr erfolgreich, dennoch konnte die Band ihre Fanbasis ausbauen. Mit dem zweiten Album war ein größerer Erfolg beschieden, auch weil der Song Eve, the Apple of My Eye in der amerikanischen Serie O.C., California verwendet wurde.
Der Song Bigger Than Me aus dem dritten Album Flock stieg auf Platz 16 der irischen Singlecharts ein und das Album erreichte zwei Wochen später Platz eins.

## Name
Laut Angaben der Band haben sie den Namen Bell X1 für die Band nach dem Flugzeug Bell X-1 gewählt, weil sie im Buch The Right Stuff von Tom Wolfe über Chuck Yeager, einen Piloten der Bell X-1, gelesen haben.

## Diskografie
Alben
- 2000: Neither Am I – Chartposition: 30
- 2003: Music in Mouth – Chartposition: 15
- 2005: Flock – Chartposition (Stand Jan.'06): 1
- 2007: TourDeFlock – Live at the Point
- 2009: Blue Lights on the Runway
- 2011: Bloodless Coup
- 2013: Chop Chop
- 2016: Arms